# Tomoko Fukumi
Tomoko Fukumi (jap. 福見友子 Fukumi Tomoko; ur. 26 czerwca 1985 w Tsuchiura) – japońska judoczka, mistrzyni świata.
Największym sukcesem zawodniczki jest mistrzostwo mistrzostw świata w Rotterdamie w kategorii do 48 kg. Rok później, w Tokio, startując w tej samej kategorii zdobyła srebrny medal, a w 2011, w Paryżu, również była druga. Zawodniczka dotarła do półfinału turnieju olimpijskiego w Londynie w 2012 roku.